# Kieran Hebden
Kieran Hebden (nascido em 1977, em Putney, Londres, Inglaterra) é um músico de post-rock e música eletrônica. Hebden ganhou destaque como membro da banda Fridge antes de estabelecer-se como um artista solo sob o nome de Four Tet.
A música de Hebden normalmente evita o tradicional formato de canção pop a favor de uma abordagem mais abstrata, seu som e melodias incorporar elementos do hip hop, electro, techno, jazz e música folclórica com instrumentação ao vivo.
Paralelamente a gravação de seu próprio material, Hebden também tem realizado uma série de remixes de artistas como Aphex Twin, Anti-Pop Consortium, Bonobo, Beth Orton, Explosions in the Sky, Super Furry Animals, Radiohead, Matthew Dear, Sia Furler, Nathan Fake, Bloc Party, Andrew Bird, Kings of Convenience, Battles, Madvillain e Black Sabbath. Sua produção recente inclui uma série de obras de improvisação com o veterano baterista de Jazz Steve Reid, e uma colaboração com o músico de dubstep Burial.

## Discografia

### Álbuns (como Four Tet)
- Dialogue (Output Recordings, Maio de 1999)
- Pause (Domino Records, 28 Maio de 2001)
- Rounds (Domino Records, 5 Maio de 2003)
- Everything Ecstatic (Domino Records, 23 Maio de 2005)
- Remixes (Domino Records, 25 de Setembro de 2006)
- Ringer (EP) (Domino Records, 21 de Abril de 2008)
- There Is Love in You (Domino Records, 25 de Janeiro de  2010)
- Beautiful Rewind (Text Records, 14 de Outubro de 2013)

### Álbuns (como Kieran Hebden)
Todos com Steve Reid pela Domino Records:
- The Exchange Session Vol. 1 (27 de Fevereiro de 2006)
- The Exchange Session Vol. 2 (22 de Maio de 2006)
- Tongues (19 de Março de 2007)
- NYC (4 Novembro de 2008)

### Oficiais
- Four Tet Site Oficial
- Kieran Hebden no Myspace

### Informações
- Kieran Hebden (em inglês) no AllMusic
- Kieran Hebden (em inglês) no Discogs
- Kieran Hebden (em inglês) no Discogs
- Discografia de Kieran Hebden no MusicBrainz
- Four Tet no Last.fm

### Entrevistas
- The Guardian interview
- TheMilkFactory interview
- Sound On Sound interview
- Four Tet chooses his nine most influential records